# Swiss Indoors 2024
Swiss Indoors 2024 a fost un turneu de tenis masculin care s-a jucat pe terenuri dure acoperite. A fost cea de-a 53-a ediție a evenimentului și a făcut parte din seria ATP 500 a Circuitului ATP 2024. S-a desfășurat la St. Jakobshalle din Basel, Elveția, în perioada 21–27 octombrie 2024.

## Campioni

### Simplu masculin
Pentru mai multe informații consultați Swiss Indoors 2024 – Simplu

### Dublu masculin
Pentru mai multe informații consultați Swiss Indoors 2024 – Dublu

## Puncte și premii în bani

### Distribuția punctelor
| Probă  | Câștigător | Finalist | Semifinalist | Sfertfinalist | Runda 2 | Runda 1 | Q  | Q2 | Q1 |
| Simplu | 500        | 330      | 200          | 100           | 25      | 0       | 25 | 13 | 0  |
| Dublu  | 500        | 300      | 180          | 90            | N/A     | N/A     | 45 | 25 | 0  |

### Premii în bani
| Probă  | Câștigător | Finalist  | Semifinalist | Sfertfinalist | Runda 2  | Runda 1  | Q2      | Q1      |
| Simplu | 446.045 €  | 239.990 € | 127.900 €    | 65.345 €      | 34.880 € | 18.605 € | 9.535 € | 5.350 € |
| Dublu* | 146.500 €  | 78.135 €  | 39.530 €     | 19.765 €      | 10.230 € | N/A      | N/A     | N/A     |

*per echipă